# Tramea rustica
Tramea rustica är en trollsländeart som beskrevs av De Marmels och Racenis 1982. Tramea rustica ingår i släktet Tramea och familjen segeltrollsländor. IUCN kategoriserar arten globalt som livskraftig. Inga underarter finns listade i Catalogue of Life.